# Gamma Centauri
Désignations
Gamma Centauri (γ Cen / γ Centauri) est une étoile binaire de la constellation du Centaure. Elle porte aussi le nom traditionnel Muhlifain, à ne pas confondre avec Muliphein, qui est γ Canis Majoris ; les deux noms proviennent de la même racine arabe.
Gamma Centauri est une étoile binaire située à environ 130 années-lumière de la Terre. Elle est constituée de deux étoiles très similaires, qui sont classées comme des sous-géantes blanches de types A1IV et A0IV, chacune d'une magnitude apparente proche de +2,9. Elles ont une période orbitale de 83,6 ans. Pour résoudre ce système d'étoiles doubles, un télescope d'au moins 15 centimètres d'ouverture est nécessaire.
| Année | Séparation angulaire[réf. nécessaire] | Angle de position |
| ----- | ------------------------------------- | ----------------- |
| 1990  | 1.4″                                  | 353°              |
| 2000  | 1.0″                                  | 347°              |
| 2005  | 0.7″                                  | 341°              |
| 2010  | 0.4″                                  | 324°              |

L'étoile Tau Centauri est relativement proche du système de Gamma Centauri, avec une séparation estimée entre les deux de ∼ 1,72 a.l. (∼ 0,527 pc). Il y a 98 % de chance qu'ils se déplacent ensemble dans l'espace.